# HD 216770
HD 216770 (HIP 113238 / SAO 191502) es una estrella en la constelación del Pez Austral de magnitud aparente +8,10, localizada 3º al norte de la brillante Fomalhaut (α Piscis Austrini).
En 2003 se descubrió un planeta extrasolar en órbita alrededor de esta estrella.
HD 216770 es una enana amarillo-naranja de tipo espectral K0V o G9V que se encuentra a 124 años luz del sistema solar. Más fría que el Sol, tiene una temperatura de 5424 K y brilla con una luminosidad equivalente al 74% de la luminosidad solar.
Su radio y su masa corresponden, respectivamente, al 96% y al 89% de los parámetros solares.
Gira sobre sí misma con una velocidad de rotación de 3 km/s, siendo el período de rotación de 35,6 días.
HD 216770 presenta un contenido metálico alto en comparación al del Sol. El contenido relativo de hierro es un 73% mayor que el solar ([Fe/H] = +0,24), mientras que en el caso del magnesio y del aluminio, los contenidos son más del doble que los de nuestra estrella.
Tiene una edad estimada de 3600 millones de años.

## Sistema planetario
El planeta extrasolar descubierto, HD 216770 b, tiene una masa superior al 65% de la masa de Júpiter.
Se mueve a una distancia media de 0,46 UA de la estrella, siendo la órbita moderadamente excéntrica (ε = 0,37).
Emplea 118,5 días en completar una vuelta.
| Acompañante (En orden desde la estrella) | Masa (MJ) | Período orbital (días) | Semieje mayor (UA) | Excentricidad |
| ---------------------------------------- | --------- | ---------------------- | ------------------ | ------------- |
| HD 216770 b                              | > 0,65    | 118,45 ± 0,4           | 0,46               | 0,37 ± 0,06   |